# Neidlingen
Neidlingen è un comune tedesco di 1 908 abitanti, situato nel land del Baden-Württemberg.